# Mattentaart
Mattentaart, conhecida como tarte au maton na Bélgica francófona, é um tipo de bolo tradicional da Bélgica. A receita é originária de Teralfene, em Affligem, na província do Brabante Flamengo; no entanto, ela é encontrada principalmente na região de Geraardsbergen, no Flandres Oriental. 
O Geraardsbergse mattentaart é um produto de indicação geográfica protegida pela União Europeia desde 2007.  

## História
Embora pouco se saiba sobre a origem da receita, é quase certo que a história remonte à Idade Média. A palavra matten (ou maton) tem registros datando do século XIII em dialetos antigos da Alemanha, França e Flandres, significando "leite coalhado" ou "talhado". O matten do nome da receita, portanto, refere-se ao leite coalhado que é o principal ingrediente de sua preparação.
Supõe-se que o bolo, ou seu antecessor, surgiu originalmente nas fazendas da região. Apenas monastérios e castelos tinham ferramentas disponíveis para o armazenamento de leite fresco; portanto, fazendeiros precisavam desenvolver maneiras de aproveitar o ingrediente. Para isso, utilizava-se da mesma técnica da produção de queijo. O leite era fervido, coalhado por meio da adição de leitelho e, por fim, separado; o soro era dado como alimento aos animais. A coalhada restante era misturada com gemas de ovo e açúcar.        
A receita mais antiga conhecida para o mattentaart foi registrada por Thomas van der Noot em seu "Een notabel boecxken van cokeryen" de 1510. A tradição do produto tem registros igualmente antigos. A guilda de padeiros de Geraardsbergse estabeleceu uma lista de regras para a produção e confecção do produto em 12 de dezembro de 1665. Em 18 de janeiro de 1752, a imperatriz Maria Teresa ratificou essas regras por meio de um decreto. Para manter a tradição da produção, padeiros da região criaram a Broederschap van de Geraardsbergse Mattentaart (Irmandade da Mattentaart de Geraardsbergse) em 1978. Desde 1980, o Dia da Geraardsbergse Mattentaart é comemorado na cidade, sempre no terceiro domingo de abril.
Em 2000, a Broederschap entrou para o Guiness World Records ao preparar a maior mattentaart já registrada.

## Características
O bolo consiste em uma base e uma cobertura feitas de massa folhada, que é recheada com uma mistura de mat (uma espécie de coalhada feita de leite integral e leitelho) com ovos e amêndoas. Rum e essência de baunilha também podem ser utilizados para dar aroma ao prato.
Acredita-se que a qualidade da torta é determinada pela qualidade do leite; as culturas de solo na região de Geraardsbergen e Lierde, portanto, desempenham um papel indireto no resultado final da receita.
Uma das principais características da maattentart é sua cobertura levemente "estufada"; isso é causado por uma pequena abertura que é feita na massa anterior ao cozimento, que dá passagem aos vapores.

## Status de indicação geográfica protegida
O Geraardsbergse mattentaart foi o primeiro produto regional flamengo a receber o rótulo de indicação geográfica protegida, dado pela Comissão Europeia. O status foi dado em 15 de fevereiro de 2007. A área geográfica inclui os municípios fundidos de Geraardsbergen e Lierde. 
A aprovação do status foi publicada em 6 de janeiro de 2006. A portaria que confirmou a indicação protegida foi publicada em 16 de fevereiro de 2007.